# Bulbophyllum streptotriche
Bulbophyllum streptotriche är en orkidéart som beskrevs av Jaap J. Vermeulen. Bulbophyllum streptotriche ingår i släktet Bulbophyllum och familjen orkidéer. Inga underarter finns listade i Catalogue of Life.